# Kent S. Kirk
Kent S. Krirk (ur. 26 sierpnia 1948 w Esbjerg) – duński polityk należący do Konserwatywnej Partii Ludowej, Poseł do Parlamentu Europejskiego.
Zasiadając w Parlamencie Europejskim był:
- Członkiem grupy Europejskich Demokratów (1979-81) – 1981 do 1984 roku pełnił funkcję Wiceprzewodniczącego tejże frakcji politycznej.
- Członkiem Komisji ds. Rolnictwa (1979-84),
- Członkiem Komisji ds. Instytucjonalnych (1982-84),
- Członkiem Delegacji ds. stosunków z państwami Ameryki Łacińskiej (1983-84)[1].